# Campionato francese di rugby a 15 1906-1907
Il Campionato francese di rugby a 15 di prima divisione 1906-1907 fu vinto dallo Stade bordelais UC che sconfisse lo Stade français in finale.
Per la quarta volta consecutiva le due squadre si trovarono in finale con il quarto successo consecutivo dello Stade Bordelais.

## Quarti di finale
Furono di fatto le finali regionali (si aggiunse la regione della Loira alle tre tradizionali

### Regione della Senna
| Parigi 1907 | Stade français | 13 – 0 | le Havre |  |

### Regione della Loira
| 1907 | US du Mans | 10 – 6 | Cognac Rugby |  |

### Regione del Rodano
| 1907 | F.C. Lyon | per fofait – | ??? |  |

### Regione della Garonna
| 1907 | Stade bordelais UC | 18 – 0 | SOE Toulouse |  |

## Semifinali
| 1907 | Stade bordelais UC | 15 – 0 | FC Lyon |  |

| 1907 | Stade français | 39 – 0 | US Le Mans |  |

## Finale
| Arbitro: | Allan Henry Muhr |

| |            | |
| mete: Leuvielle, Dufourcq, Giacardy, Laporte trasf.: Martin | Marcatori  | mete: Vareilles |
| Louis Mulot Alphonse Massé Marc Giacardy Jacques Duffourcq Marcel Laffitte Robert Blanchard Herman Droz Augustin Hourdebaigt Jacques Gommes Henri Lacassagne Maurice Leuvielle Maurice Bruneau Pascal Laporte Hélier Thil Henri Martin | Formazioni | Pierre Rousseau Marcel Communeau Georges Jérôme Charles Beaurin Francis Mouronval Pierre Mouronval Edouard Mirenowicz Henri Marescal Bernard Galichon Alexandre Pharamond Paul Sagot Paul Maclos Charles Vareilles Julien Combe |